# Erica laeta
Erica laeta är en ljungväxtart som beskrevs av Friedrich Gottlieb Bartling. Erica laeta ingår i släktet klockljungssläktet, och familjen ljungväxter. Inga underarter finns listade i Catalogue of Life.

## Bildgalleri

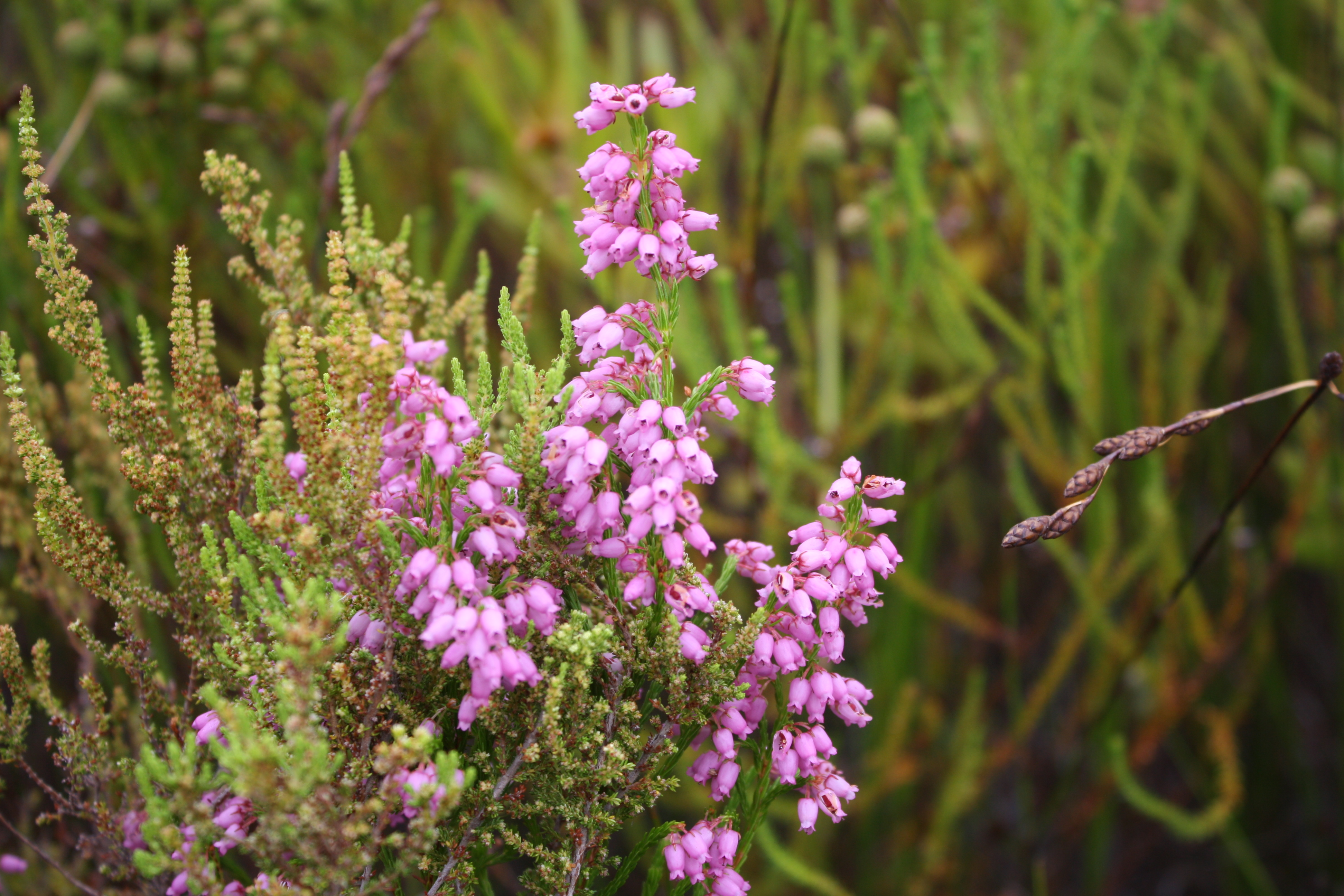
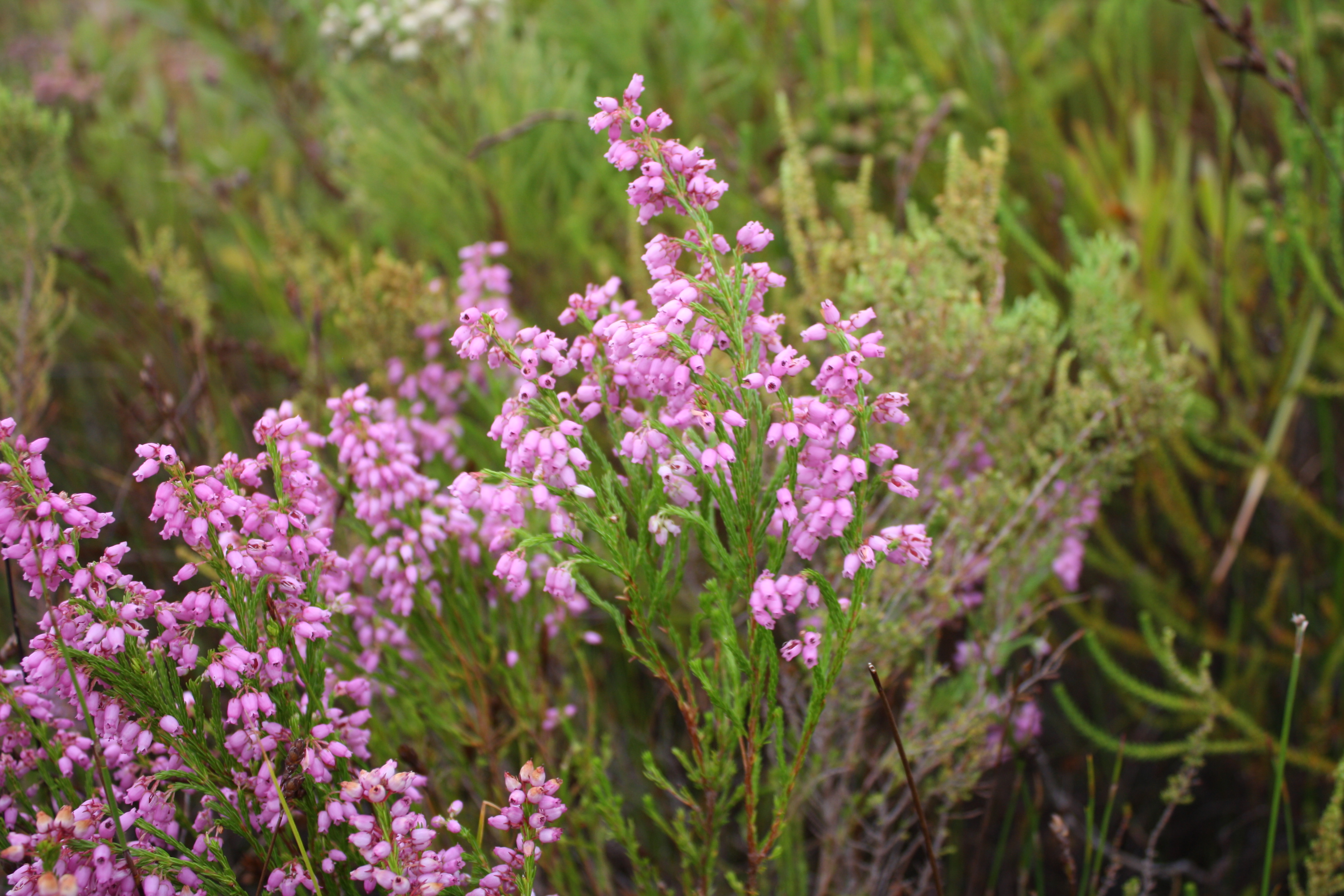
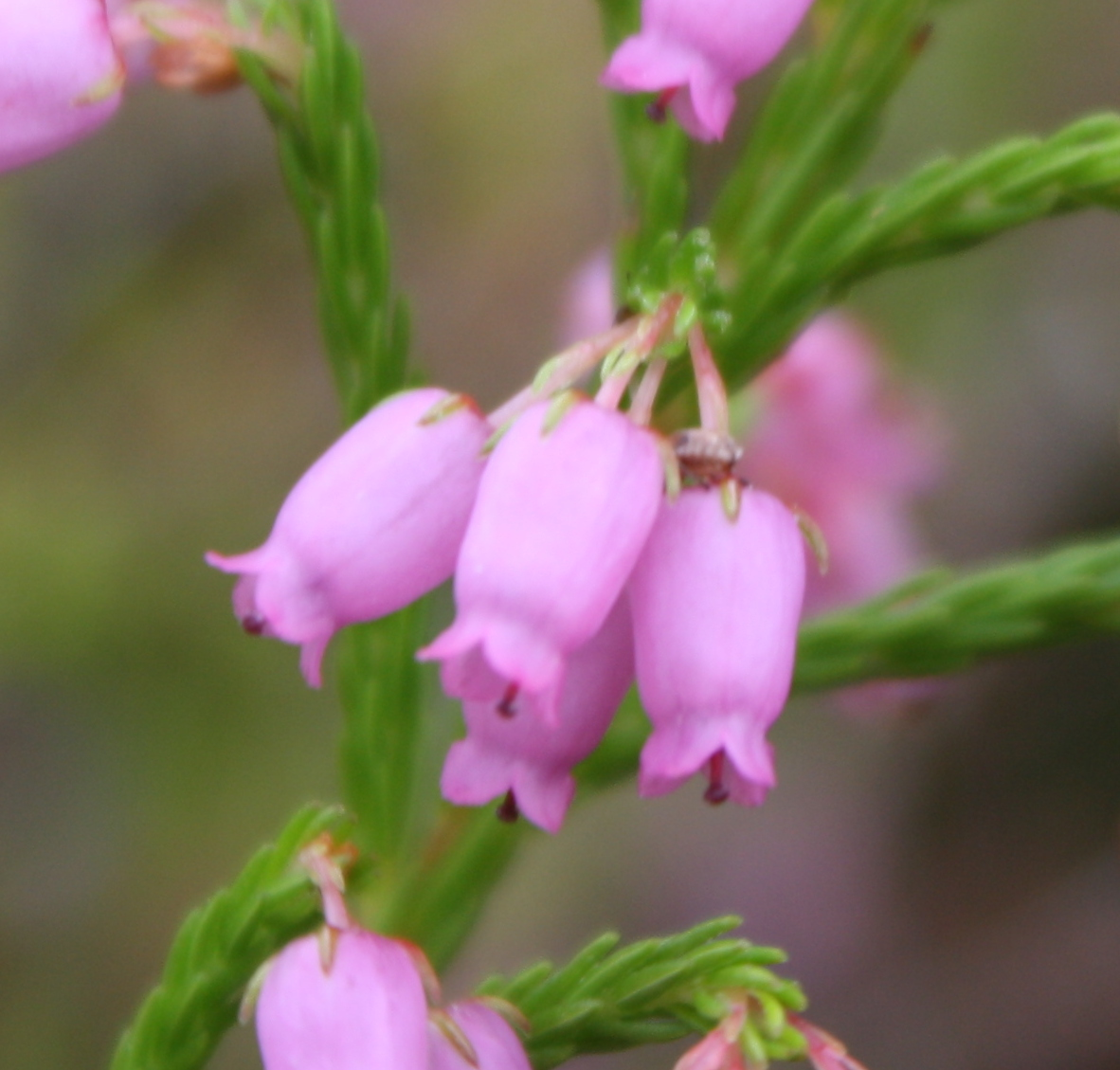